# 宋学源
宋学源（？—？），镶红旗人，是一名清朝政治人物。举人出身。
宋学源曾于乾隆四十二年接替金世麟任龙岩州知州一职，乾隆四十三年由金垿接任。